# Ernest Bayer
Ernest Henry Bayer (* 27. September 1904 in Philadelphia, Pennsylvania; † 13. Januar 1997 in Stratham, New Hampshire) war ein US-amerikanischer Ruderer, der eine olympische Silbermedaille gewann.
Der für den Pennsylvania Barge Club rudernde Bayer trat bei den Olympischen Spielen 1928 in Amsterdam zusammen mit Charles Karle, William Miller und George Healis im Vierer ohne Steuermann an. In der ersten Runde besiegten die Amerikaner das deutsche Boot, in der zweiten Runde traten die Franzosen nicht als Gegner an. Nach einem Halbfinalsieg über den italienischen Vierer unterlagen die Amerikaner im Finale gegen den britischen Vierer und erhielten die Silbermedaille.
Bayer war 1924 bei den nationalen Juniorenmeisterschaften erfolgreich gewesen. In den Folgejahren gewannen Karle, Miller und Bayer mit wechselnden Partnern mehrere Rudermeisterschaften im Vierer. Bayer wirkte nach seiner aktiven Laufbahn zunächst als Trainer und versuchte vor den Olympischen Spielen 1936 ein Comeback als aktiver Ruderer. Später war der Bankier beim amerikanischen Ruderverband zunächst als Schatzmeister, dann als Vizepräsident und schließlich als Präsident ehrenamtlich tätig.